# Unie van Utrecht (1889)
De Unie van Utrecht is de band tussen de (van de Rooms-Katholieke Kerk afgescheiden) Oudkatholieke Kerk, tot stand gekomen in 1889. In dat jaar stelden de oudkatholieke bisschoppen van Nederland, Duitsland en Zwitserland de Utrechtse Bisschopsverklaring op, waarin de leerstellige beginselen van de Oudkatholieke Kerken zijn vastgelegd. Voorts sloten zij een overeenkomst ter regeling van de kerkelijke gemeenschap. Deze omvat de uitwisseling van herderlijke brieven en besluiten, van liturgische en catechetische boeken, en wederzijdse hulp bij ambtsbediening en de opleiding van geestelijken. Geen bisschop mag verplichtingen tegenover andere kerken aangaan zonder instemming van de medeleden van de Unie. Uitvoerend orgaan is de regelmatig bijeenkomende internationale bisschopsconferentie waarvan de oudkatholieke aartsbisschop van het Aartsbisdom Utrecht voorzitter is.
Na 1889 werden in de Unie opgenomen: de Oudkatholieke Kerken van Kroatië en Tsjechië, alsook de Pools Nationale Kerk van Amerika en Polen. Sacramentele gemeenschap (full communion) werd aangegaan met de Anglicaanse Kerken (1931), met de onafhankelijke Autocefale Kerk van de Filipijnen (1965) en met de Kerk van Zweden (2018). In 1972 sloot de bisschopsconferentie een overeenkomst met het Secretariaat van de Eenheid van de Rooms-Katholieke Kerk die als grondslag kan dienen voor nauwere betrekkingen. In 1970 gaf de bisschopsconferentie verklaringen uit over onder meer het filioque, die de weg effenden voor een officieel herenigingsgesprek met de Oosters-orthodoxe Kerken. De Unie dient beschouwd te worden als een samengaan van zelfstandig katholieke kerken staande op een gelijke geloofsgrondslag en kerkordening. Als zodanig bezit de Unie noch de bisschopsconferentie jurisdictionele bevoegdheden. Binnen de kerkenband wordt de Utrechtse Kerk als moederkerk beschouwd.
Ieder jaar komen de bisschoppen van de Unie van Utrecht bij elkaar tijdens de Internationale Bisschoppen Conferentie (IBC). Zo geven ze uitdrukking aan de volledige kerkelijke gemeenschap en worden thema's besproken over leer en leven van de kerken, de relatie met andere kerken.
De besluiten van de IBC kunnen van kracht worden als ze door de lokale (landelijke) kerken worden overgenomen. Voorzitter van de IBC is de aartsbisschop van Utrecht.